# Henry Sobel
Henry Isaac Sobel (Lisboa, 9 de enero de 1944-Miami, 22 de noviembre de 2019) fue un rabino brasileño-estadounidense radicado durante cuarenta años en Brasil, donde fue presidente del Rabinato de la Congregación Israelita Paulista (CIP) hasta octubre de 2007, cuando se alejó formalmente.
Falleció a los 75 años debido a las complicaciones del cáncer que padecía.

## Biografía

### Vida en Brasil
Hijo de judíos asquenazíes, fugitivos del nazismo en la Segunda Guerra Mundial (el padre belga y la madre polaca), Sobel nació en Lisboa y en la infancia su familia se estableció en Nueva York, donde se formó como rabino en 1970. El mismo año, Sobel recibió y aceptó la invitación para ser rabino en la CIP y se radica en Brasil. Tuvo a su lado, en la Congregación, a los rabinos Marcelo Rittner y Yehuda Busquila.
Sobel defendió los derechos humanos en Brasil, durante la dictadura militar. En 1975, en la fase más represiva del régimen, Sobel rechazó enterrar al periodista Vladimir Herzog en el ala de los suicidas del cementerio judío, por rechazar la versión oficial acerca de las circunstancias de la muerte del periodista. De hecho, Herzog había sido torturado hasta la muerte en el Doi-Codi, en las dependencias del cuartel-general del II Ejército.
Mientras lideró la Congregación Israelita Paulista, Sobel fue un notable portavoz de la comunidad judaica en Brasil y estableció un puente entre las religiones cristianas y judaísmo, participando de incontables cultos y eventos ecuménicos. Su actuación lo llevó a ser considerado uno de los mayores liderazgos religiosos del país.
A pesar de haber vivido en Brasil más de tres décadas, Sobel conservó un característico acento norteamericano, siendo, por ese motivo, objeto de parodias de humoristas.

### Proyecto «Brasil: Nunca Mais»
Junto al arzobispo de São Paulo, Paulo Evaristo Arns, y al pastor presbiteriano Jaime Wright, participó de manera destacada en el proyecto secreto para reunir toda la documentación de la dictadura militar brasileña, que originó la publicación, en 1985, del libro Brasil: Nunca Mais, un hito en la historia de los derechos humanos en el país. El libro expone la tortura y los torturadores sobre la base de abundante documentación.

### Prisión en los Estados Unidos
Sobel fue detenido en la ciudad de Palm Beach, Estados Unidos, acusado de robar corbatas de una tienda de la red Louis Vuitton. Fue arrestado el 23 de marzo de 2007 y, tras pasar una noche bajo custodia, pagó una fianza de 3680 dólares y fue liberado. Según el boletín de incidencia, Sobel fue grabado por cámaras de seguridad de la tienda cometiendo el crimen. En su coche, la policía encontró otras cuatro corbatas, de las marcas Louis Vuitton, Giorgio's, Gucci y Giorgio Armani. Las cinco corbatas juntas tenían el valor estimado de 680 dólares.
Sobel negó tener la intención de practicar robos, e hizo un llamamiento para que no fueran descalificados sus valores morales. Al llegar a Brasil, fue internado, debido a un trastorno de humor, en el Hospital Albert Einstein. En una conferencia de prensa en la sala de prensa del hospital, el rabino pidió disculpas a todos por el trastorno, admitió haber cometido el delito, y reveló hacer uso de medicamentos psiquiátricos por cuenta propia. Pidió la expulsión temporal de la Congregación Israelí Paulista (CIP) en el primer semestre. En octubre, dejó definitivamente de ser presidente del Rabinato, para convertirse en rabino emérito, desligándose de la mayor parte de sus tareas como rabino en la Congregación Israelí Paulista.

### Autobiografía
En marzo de 2008, Henry Sobel lanzó una autobiografía con el título de Un hombre, un rabino, donde retrata pasajes de su vida, incluyendo el robo de las corbatas. El libro tiene un prefacio del expresidente Fernando Henrique Cardoso.

## Familia
Henry Sobel se divorció y tuvo una hija, Alisha Sobel, nacida en 1983, en São Paulo.